# 노종해
노종해(盧鐘海, 1922년 1월 14일 ~ 1950년 6월 25일)는 황해도 안악 출생으로 1950년 2월 경찰간부후보생 4기로 경위에 인용되었고, 같은 해 강원도 춘청군(춘천) 북산면 내평 지서장으로 임명되었다. 6.25 전쟁 당시, 내평지서에서 결사항전을 통해 북한군의 진격을 늦추고, 국군의 주저항선 구축에 기여한 공을 치하하여 2014년 충무무공훈장이 추서되었고, 2019년 5월 이달의 호국인물로 지정되었다.

## 생애
1922년 1월 14일 황해도 안악면에서 태어났다. 1950년 2월 경위에 임용되어 강원도 춘성군 북산면 내평 지서장으로 근무했다. 1950년 6월 25일 6.25 전쟁이 발발하자 강원도 내평지서에서 항전 끝에 사망하였다.

## 내평지서 전투
내평지서 전투에 대한 첫 기록은 1952년 강원경찰국이 발간한 "영광의 서곡"이라는 책자에 간단히 언급되어있다.
6.25 전쟁 당시 강원 경찰의 임무는 국군이 방어선을 구축할 수 있도록 적의 공세를 지연시키는 것이었다. 노종해 경위는 경찰 12명, 대한청년단 단원 3명과 함께 춘천 시내에 진입하려는 북한군을 막아내야 했다. 당시 북한군은 춘천을 점령한 후 가평, 수원 방면으로 진출하여 수도권에 집중되어 있었던 국군의 퇴로를 차단하여 섬멸한다는 계획을 세우고 춘천으로 진격하였다.
노종해 경감이 방어하던 내평지서는 내평리 마을 한복판의 46번 도로변의 약간 높은 곳에 위치한 빈약한 참호였다. 그러나 이곳은 춘천시내로 들어가기 위해서는 반드시 지나야하는 요충지였기에, 통신이 끊기고 고립되었지만 그들은 죽음을 각오하고 치열한 교전을 벌였다. 변변한 무기도 없이 전차를 앞세운 북한군을 상대로 치열한 항전을 펼쳐, 소규모 경찰지서라고 얕본 북한군이 결국 82mm 박격포로 대거 동원하여 내평지서를 완전 폐허로 만든 뒤에 점령할 수 있었다.
이 전투로 노종해 지서장을 포함한 12명이 전사하였지만, 이들의 묵숨을 건 전투 덕분에 약 3천명에 달하는 북한군의 남하를 지연시켜 국군 6사단이 춘천 남쪽에 저지선을 구축할 수 있는 시간을 벌 수 있었다.  이는 곧 국군의 소양강 방어선 구축 등 춘천지구전투 승리의 초석이 되었고, 북한군의 춘천-홍천-수원으로 내려오려는 계획을 수포로 만들 수 있었다.

## 상훈과 추모
대한민국 정부는 노종해 경감을 6.25 전쟁 초기 전투에서의 공적을 인정하여 경감으로 1계급 특진과 함께 2014년 충무무공훈장을 추서하였다. 그의 유해는 국립서울현충원에 안장되었다. 같은해 국가보훈처는 노종해 경감의 국가 수호에 대한 기여와 그의 공훈을 선양하기 위해 6월의 6.25전쟁영웅으로 선정하였다. 그리고 2019년 전쟁기념사업회가 대한민국 전쟁기념관에서 2019년 5월 이달의 호국인물로 지정하였다.
종전 후 매년 6.25 춘천대첩 전승기념 행사를 열면서도 춘천전투의 승리를 가능하게 만든 초석인 내평지서전투는 잊힌 채 제대로 평가를 받지 못했다. 내평지서 전투 전사자들 또한 내평리의 교전지역이 소양강댐 건설로 수몰되어 사라지면서 함께 잊히고 말았다.  그 이후로 내평전투 전사자를 포함한 6.25 전사자의 희생과 공헌을 재조명하고 추모하는 과정에서 강원경찰 명예의 전당, 강원경찰충혼탑, 참전경찰 기념비 등을 설립하였다.

## 같이 보기
- 6.25 전쟁
- 춘천전투
- 이달의 호국 인물
- 이달의 6.25 전쟁영웅
- 전투경찰순경
- 국가유공자

## 참고 문헌
- 대한민국 경찰정신의 표상, 「참경찰 인물 열전」, 경찰청 역사자료실, 2021년
- '영광의 서곡', 강원경찰국, 1952
- 6월의 전쟁영웅으로 재조명 받은 경찰관의 이야기 - 故 노종해 경감(강원 경찰청, 2014년) 보관됨 2021-11-05 - 웨이백 머신
- 6·25전쟁 최초 전사자는 경찰…역사 속 강원경찰의 활약 재조명(연합뉴스, 2019)
- 1만 명을 막은 15인의 기적, 노종해(나라사랑배움터, 2020)